# Brut y Tywysogion

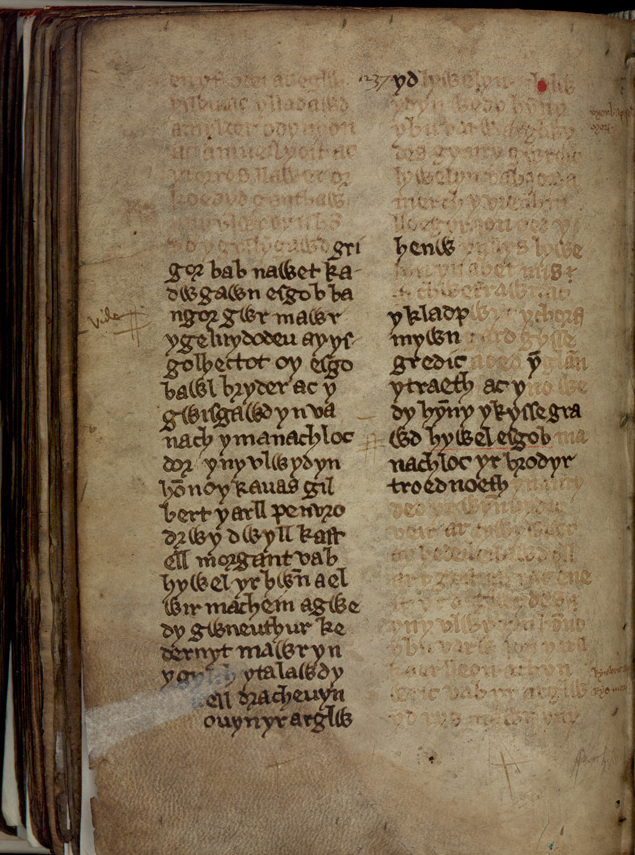
Una pàgina del Brut y Tywysogion

Brut y Tywysogion ("Crònica dels Prínceps") és una de les principals fonts per a l'estudi de la Història de Gal·les. És una cronica històrica que serveix com a continuació per a la Història Regum Britanniae de Geoffrey de Monmouth. Brut y Tywysogion ha sobreviscut a partir de diverses traduccions gal·leses d'una versió original en llatí desapareguda. Les versions més importants són la del manuscrit Peniarth 20 i una altra versió una mica menys completa es troba inclosa en el Llibre vermell de Hergest. La versió coneguda com a Brenhinoedd y Saeson ("Reis dels saxons") combina material de les fonts gal·leses amb les fonts angleses.
La versió Peniarth 20 comença cap a l'any 682 dC. amb el registre de la mort de Cadwaladr i conclou en 1332. Les entrades dels primers anys són breus, normalment registres de morts i esdeveniments com eclipsis, plagues o terratrèmols, però les entrades posteriors proporcionen molts detalls. Es concentra sobretot en els governants dels regnes de Gwynedd, Powys i Deheubarth, però també s'esmenten esdeveniments eclesiàstics, com l'adaptació de la data de la Pasqua a l'església de Gal·les, perquè coincidís amb la de Roma, per "Elbodius" (Elfodd), Bisbe de Bangor, l'any 768. També es registren breument fets esdevinguts a Anglaterra, Irlanda, Escòcia, i a vegades a França.
Es creu que la crònica original en llatí va poder haver estat escrita en l'Abadia de Strata Florida, però que es van traslladar a l'antiga abadia de Llanbadarn Fawr al segle xi. Les cròniques d'altres abadies també van ser afegides a les traduccions posteriors. Es creu que almenys una de les traduccions gal·leses també va ser escrita a Strata Florida.

## Exemples

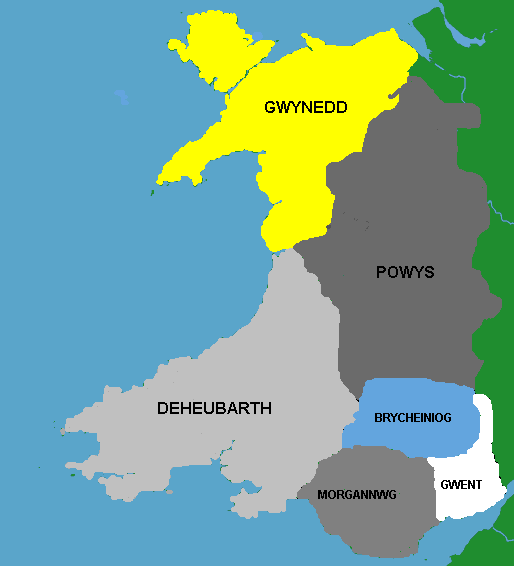
Els regnes medievals de Gal·les.

Regne de Hywel Dda, anys 900-950.

L’obra esmentada es pot consultar en una edició, en gal·lès i anglès, anomenada “La crònica dels prínceps”. Vegeu, a continuació, una petita mostra del contingut.
| «                            | A.D. 765.—The Cymry devastated Mercia, and defeated the Saxons and spoiled them sorely : on which account Offa, king of Mercia, made the great dyke called Offa's Dyke, to divide Wales from Mercia, which still remains. El gal·lesos devastaren Mèrcia i derrotaren els saxons, i els saquejaren de forma terrible: per aquest fet Offa, rei de Mèrcia, feu bastir la gran muralla que duu el seu nom, per a separar Gal·les de Mèrcia, que encara existeix A.D. 776.—The men of Gwent and Glamorgan rose and entered Mercia, and razed Offa's Dyke level with the ground, and then returned with great spoil. Els homes de Gwent i de Glamorgan s'alçaren i s'endinsaren en Mèrcia, i arrasaren la muralla d’Offa deixant-la arran de terra, i retornaren amb un gran botí. A.D. 784.—Mercia devastated by the Cymry, and Offa made a dyke a second time, nearer to him, leaving a province between Wye and Severn, where the tribe of Elystan Glodrydd is situated, where they became one of the five royal tribes of the Cymry. Devastat pels gal·lesos el regne de Mèrcia, Offa aixecà una segona muralla més enretirada, deixant una província entre (els rius) Wye i Severn on habita la tribu d’ Elystan Glodrydd, que esdevingué una de les cinc tribus reials de Gal·les. A.D. 894.—Hywel, son of Khys, son of Arthvael, lord of Glamorgan, died in his full old age at Rome, three days after his arrival, at the age of a hundred and twentyfour. Hywel, fill de Khys, fill d’Arthvael, senyor de Glamorgan, morí de vell a Roma, als tres dies de la seva arribada, a l'edat de 124 anys. | » |
| — La crònica dels prínceps.> | |   |